# Calama (Tarija)
Calama (auch: Calama Norte) ist eine Ortschaft im Departamento Tarija im südamerikanischen Anden-Staat Bolivien.

## Lage im Nahraum
Calama ist zentraler Ort des Kanton Calama im Municipio San Lorenzo in der Provinz Eustaquio Méndez. Das Straßendorf Calama liegt auf einer Höhe von 2114 m am linken, nördlichen Ufer des Río Tojtiwaysho, sieben Kilometer vor seiner Mündung in den Río Nuevo Guadalquivir.

## Geographie
Calama liegt am südöstlichen Rand der Hochebene des bolivianischen Altiplano auf dem Übergang zum Tiefland. Das Klima ist wegen der Binnenlage über mehr als die Hälfte des Jahres trocken, jedoch weitaus weniger rau als die Hochfläche und weist ein typisches Tageszeitenklima auf, bei dem die Temperaturschwankungen zwischen Tag und  Nacht in der Regel deutlich größer sind als die jahreszeitlichen Schwankungen.
Die Jahresdurchschnittstemperatur der Region liegt bei 19 °C (siehe Klimadiagramm Tarija) und schwankt nur unwesentlich zwischen 15 °C im Juni/Juli und 22 °C von Dezember bis  Februar. Der Jahresniederschlag beträgt etwa 550 mm, mit einer stark ausgeprägten Trockenzeit von April bis Oktober mit Monatsniederschlägen unter 30 mm, und einer Feuchtezeit von Dezember bis Februar mit über 100 mm Monatsniederschlag.

## Verkehrsnetz
Calama liegt in einer Entfernung von 21 Straßenkilometern nordwestlich von Tarija, der Hauptstadt des gleichnamigen Departamentos.
Durch Tarija führt die asphaltierte Nationalstraße Ruta 1, die von Bermejo im Süden an der argentinischen Grenze das gesamte bolivianische Hochland in Süd-Nord-Richtung bis zur peruanischen Grenze bei Desaguadero durchquert und dabei außer Tarija auch die Metropolen Potosí, Oruro und El Alto passiert. Zwölf Kilometer nördlich von Tarija zweigt bei Rancho Norte eine asphaltierte Landstraße nach Norden ab und erreicht nach drei Kilometern San Lorenzo. Von dort sind es noch einmal sechs Kilometer in westlicher Richtung bis Calama.

## Bevölkerung
Die Einwohnerzahl der Ortschaft ist in den vergangenen beiden Jahrzehnten um etwa ein Drittel angestiegen:
| Jahr | Einwohner | Quelle       |
| ---- | --------- | ------------ |
| 1992 | 324       | Volkszählung |
| 2001 | 596       | Volkszählung |
| 2012 | 439       | Volkszählung |
| 2024 |           | Volkszählung |